# Керівники Вінницької області
Вінницька область була утворена 27 лютого 1932 року.

## Голови Вінницького обласного виконавчого комітету
1. Лісовик Олександр Григорович — лютий — жовтень 1932 р.
2. Триліський Олексій Лукич — 1932–1937 рр.
3. Горяний Степан Артемович — 1937 р.
4. Годов Михайло Прокопович — 1938−1941, 1944–1945 рр.
5. Бурченко Дмитро Тимофійович — 1945–1948 рр.
6. Дементьєв Георгій Гаврилович — 1948–1956 рр.
7. Слободянюк Маркіян Сергійович — березень 1956- січень 1963 рр., січень 1963 — грудень 1964 р. (сільського), грудень 1964 — січень 1966 рр.
8. Слободянюк Дмитро Онуфрійович — 1963–1964 рр. (промислового)
9. Бугаєнко Леонід Григорович — січень 1966 — грудннь 1967 рр.
10. Таратута Василь Миколайович — грудень 1967- травень 1970 рр.
11. Кавун Василь Михайлович — 1970–1978 рр.
12. Темний Василь Федорович — 1978–1986 рр.
13. Дідик Микола Анатолійович — листопад 1986 р. — січень 1991 р.,

## Перші секретарі обласного комітету КПУ
1. Алексєєв Микита Олексійович — лютий — серпень 1932 р.
2. Чернявський Володимир Ілліч — 1932 — 1937 рр.
3. Бондаренко Михайло Ілліч — 1937 — 1937 рр.
4. Співак Іларіон Савелійович — 1937 — 1938 рр.
5. Міщенко Гаврило Корнійович — 1938–1941, 1944–1945 рр.
6. Бурченко Дмитро Тимофійович — лютий — липень 1945 р.
7. Стахурський Михайло Михайлович — 1945 — 1951 рр.
8. Шевчук Григорій Іванович — 1951 — 1952 рр.
9. Бубновський Микита Дмитрович — 1952 — 1954 рр.
10. Дорошенко Петро Омелянович — 1954 — 1955 рр.
11. Козир Павло Пантелійович — 1955 — 1970 рр.
12. Таратута Василь Миколайович — 1970 — 1983 рр.
13. Криворучко Леонтій Леонтійович — 1983 — 1988 рр.
14. Нехаєвський Аркадій Петрович — 1988 — 1991 рр.

## Голови Вінницької обласної державної адміністрації

Вінницька облдержадміністрація

1. Дідик Микола Анатолійович — представник президента у Вінницькій області — березень 1992 — жовтень 1994
2. Мельник Микола Євтихійович — липень 1995 — червень 1996
3. Матвієнко Анатолій Сергійович — серпень 1996 — квітень 1998
4. Чумак Микола Федорович — квітень 1998 — липень 1999
5. Дворкіс Дмитро Володимирович — липень 1999 — листопад 1999
6. Іванов Юрій Іванович — листопад 1999—2002
7. Коцемир Віктор Францович — травень 2002 — червень 2004
8. Калетнік Григорій Миколайович — квітень 2004 — січень 2005
9. Домбровський Олександр Георгійович — лютий 2005 — квітень 2010
10. Демішкан Володимир Федорович — квітень 2010 — травень 2010
11. Джига Микола Васильович — червень 2010 — грудень 2012
12. Мовчан Іван Михайлович — грудень 2012 — березень 2014
13. Олійник Анатолій Дмитрович — 2 березня 2014[1] — 27 лютого 2015[2]
14. Коровій Валерій Вікторович — 27 лютого 2015[3] — 18 вересня 2019[4]
15. Скальський Владислав Володимирович — з 18 вересня 2019[5] — 19 червня 2020[6]
16. Борзов Сергій Сергійович — з 19 червня 2020

## Голови Вінницької обласної ради

Вінницька обласна рада

1. Нехаєвський Аркадій Петрович — квітень 1990 — січень 1991
2. Дідик Микола Анатолійович — січень 1991 — березень 1992
3. Ткач Полікарп Ілліч — квітень 1992 — липень 1994
4. Мельник Микола Євтихійович — липень 1994 — червень 1996
5. Бондарчук Іван Миколайович — липень 1997 — квітень 1998
6. Калетнік Григорій Миколайович — квітень 1998 — березень 2002
7. Іванов Юрій Іванович — квітень 2002 — квітень 2006
8. Заболотний Григорій Михайлович — квітень 2006 — жовтень 2010
9. Татусяк Сергій Пилипович — листопад 2010[7] — лютий 2014
10. Свитко Сергій Михайлович — лютий 2014 — листопад 2015
11. Олійник Анатолій Дмитрович — листопад 2015 — листопад 2020
12. Соколовий Вячеслав Петрович — від листопаду 2020

## Виноски
1. ↑  Указ Президента України від 2 березня 2014 року № 192/2014 «Про призначення А.Олійника на посаду голови Вінницької обласної державної адміністрації»
2. ↑  Указ Президента України від 27 лютого 2015 року № 113/2015 «Про звільнення А.Олійника з посади голови Вінницької обласної державної адміністрації»
3. ↑  Указ Президента України від 27 лютого 2015 року № 114/2015 «Про призначення В.Коровія головою Вінницької обласної державної адміністрації»
4. ↑  Указ Президента України від 18 вересня 2019 року № 705/2019 «Про звільнення В.Коровія з посади голови Вінницької обласної державної адміністрації»
5. ↑  Указ Президента України від 18 вересня 2019 року № 706/2019 «Про призначення В.Скальського головою Вінницької обласної державної адміністрації»
6. ↑  Указ Президента України від 18 червня 2020 року № 238/2020 «Про звільнення В.Скальського з посади голови Вінницької обласної державної адміністрації»
7. ↑  Сергій Татусяк — новий голова Вінницької обласної Ради. Архів оригіналу за 19 листопада 2010. Процитовано 12 листопада 2010.